# Hyperolius stenodactylus
Hyperolius stenodactylus är en groddjursart som beskrevs av Ahl 1931. Hyperolius stenodactylus ingår i släktet Hyperolius och familjen gräsgrodor. IUCN kategoriserar arten globalt som otillräckligt studerad. Inga underarter finns listade i Catalogue of Life.